# 谷津駅

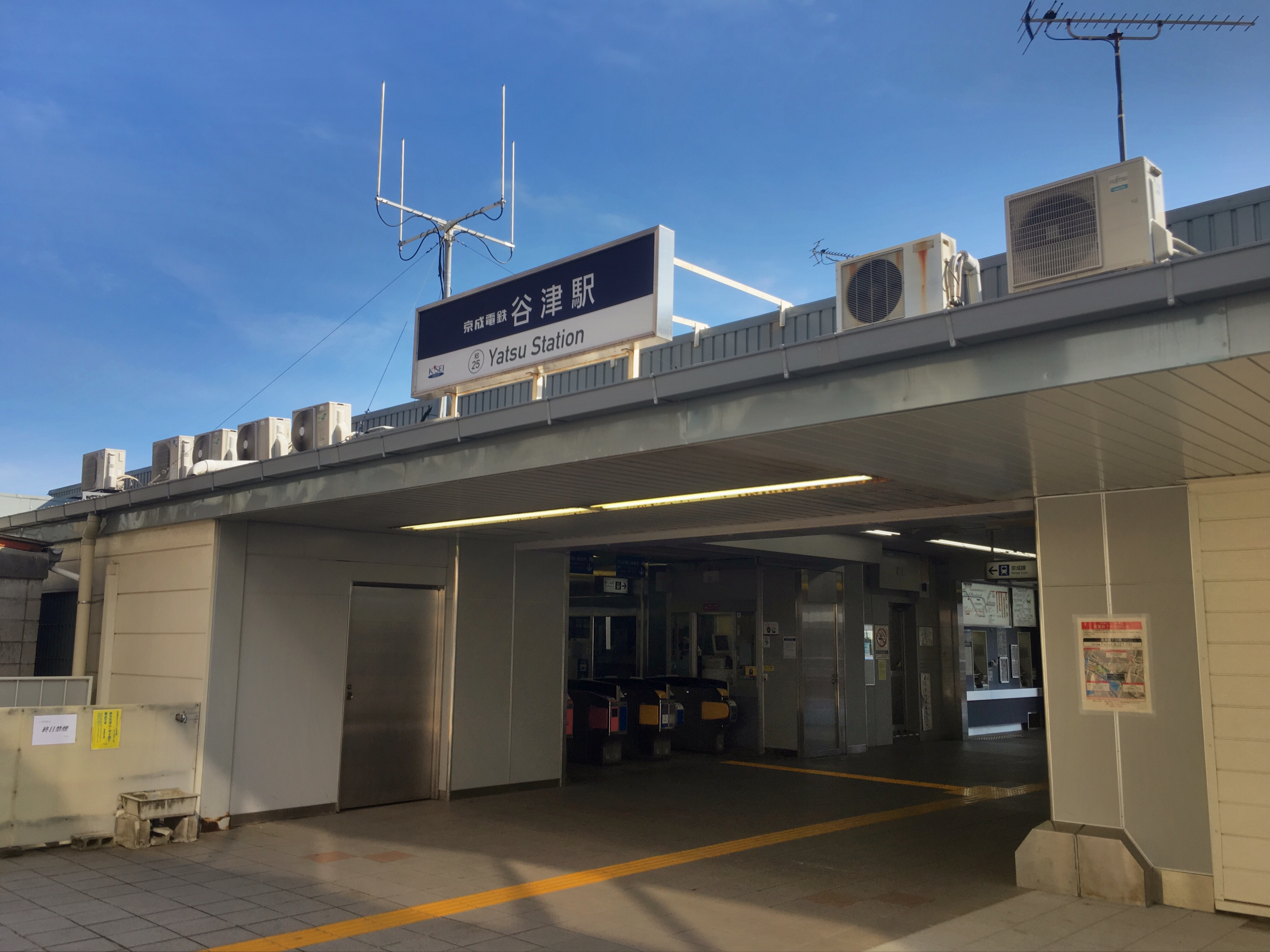
北口（2019年9月）

谷津駅（やつえき）は、千葉県習志野市谷津にある、京成電鉄本線の駅である。駅番号はKS25。

## 歴史
- 1921年（大正10年）7月17日 - 谷津海岸駅として開業。開業時のホームは単式ホーム千鳥配置の2面2線式（構内踏切を挟んで下りホームが船橋寄り、上りホームが津田沼寄りに出ていた）[1]。
- 1927年（昭和2年）8月21日から1934年（昭和9年）6月22日までは、京成遊園地（後の谷津遊園）のために支線が存在し、その支線上に谷津遊園地駅が存在した[2]。
- 1936年（昭和11年）4月10日 - 支線の廃線に伴い、谷津遊園駅と名称変更[3]。
- 1939年（昭和14年） - 戦時下のため谷津海岸駅と名称変更[3]。
- 1948年（昭和23年）4月1日 - 再び谷津遊園駅と名称変更[3]。
- 1967年（昭和42年） - 改良工事により橋上駅舎化、ホームが現在の形になる[1]。
- 1984年（昭和59年）11月24日 - 1982年（昭和57年）に谷津遊園が閉園したため谷津駅に名称変更[3]。
- 1985年（昭和60年）10月 - 特急の停車駅から外れる。
- 2002年（平成14年）10月12日 - 急行に代わって快速が設定され、快速停車駅から外れたため普通列車のみが停車する駅となる。
- 2009年（平成21年）4月27日 - 駅舎とホームを連絡する車椅子対応エレベーターが設置される。
- 2023年（令和5年）ｰ 改札付近にLCD式発車標が設置される。

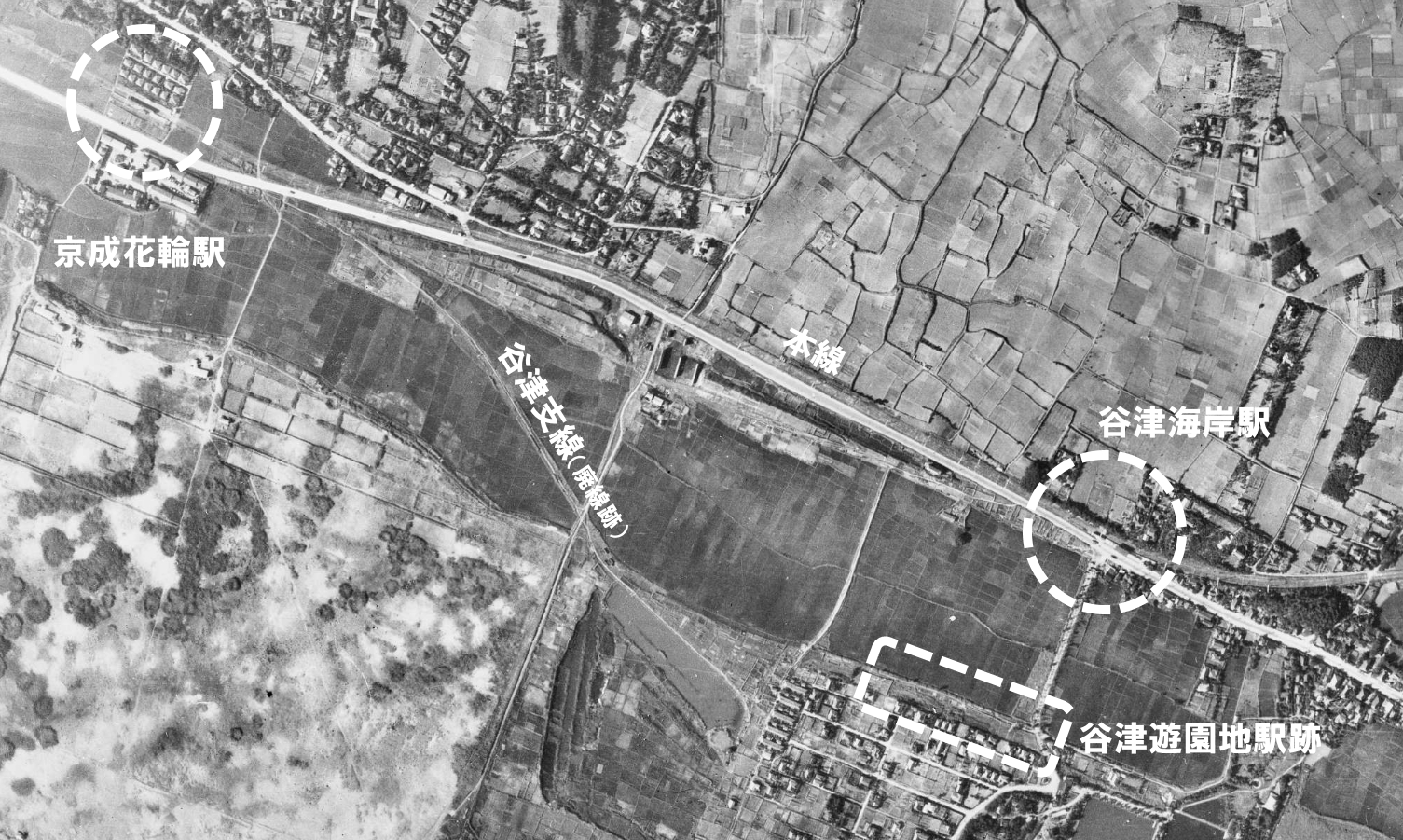
当駅（谷津海岸駅）と谷津遊園地駅の位置図（1947年8月） ※『国土交通省「国土画像情報（カラー空中写真）」（配布元：国土地理院地図・空中写真閲覧サービス）』
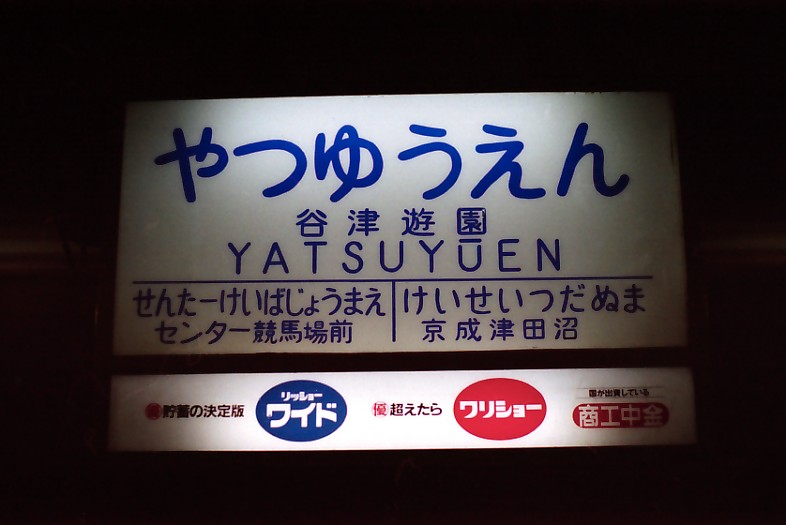
谷津遊園駅であった頃の駅名標

## 駅構造
島式ホーム1面2線を有する地上駅。駅舎は駅ホームの真上にあり、下総台地縁の海食崖上にせり出している。北側の入口は台地面に開いているため、あまり段差がないが、南側の入口はかつての海岸線方向に向いているため、海食崖の足元の地上面と駅舎の間を国道14号（千葉街道）をまたぐ階段で上り下りを行うことになる。こうした駅舎構造から、当駅は、下総台地の台地面に位置する谷津五丁目と、台地の足元の埋立地である谷津四丁目を結ぶ、主要な歩行者通路としても機能している。この階段には2000年代に入ってからエスカレーターとエレベーターが設置されているほか、京成電鉄駅ビルの「谷津スクエア」とも直結している。その他、駅舎とホームを連絡するエレベーターも設置されている。
京成本線は当駅より上り方向（西側）は海岸の低地を走っており、下り方向（東側）に向けて、北東に切れ込んだ旧谷津村の谷を経て下総台地の上に乗り上げていくことになる。

### のりば
| 番線 | 路線     | 方向 | 行先                                                   |
| ---- | -------- | ---- | ------------------------------------------------------ |
| 1    | 京成本線 | 上り | 京成船橋・日暮里・京成上野・押上・ 都営浅草線方面      |
| 2    | 京成本線 | 下り | 京成津田沼・京成成田・ 成田空港・京成千葉・ 松戸線方面 |

- 上表の路線名は成田空港線開業後の旅客案内の名称に基づいている。

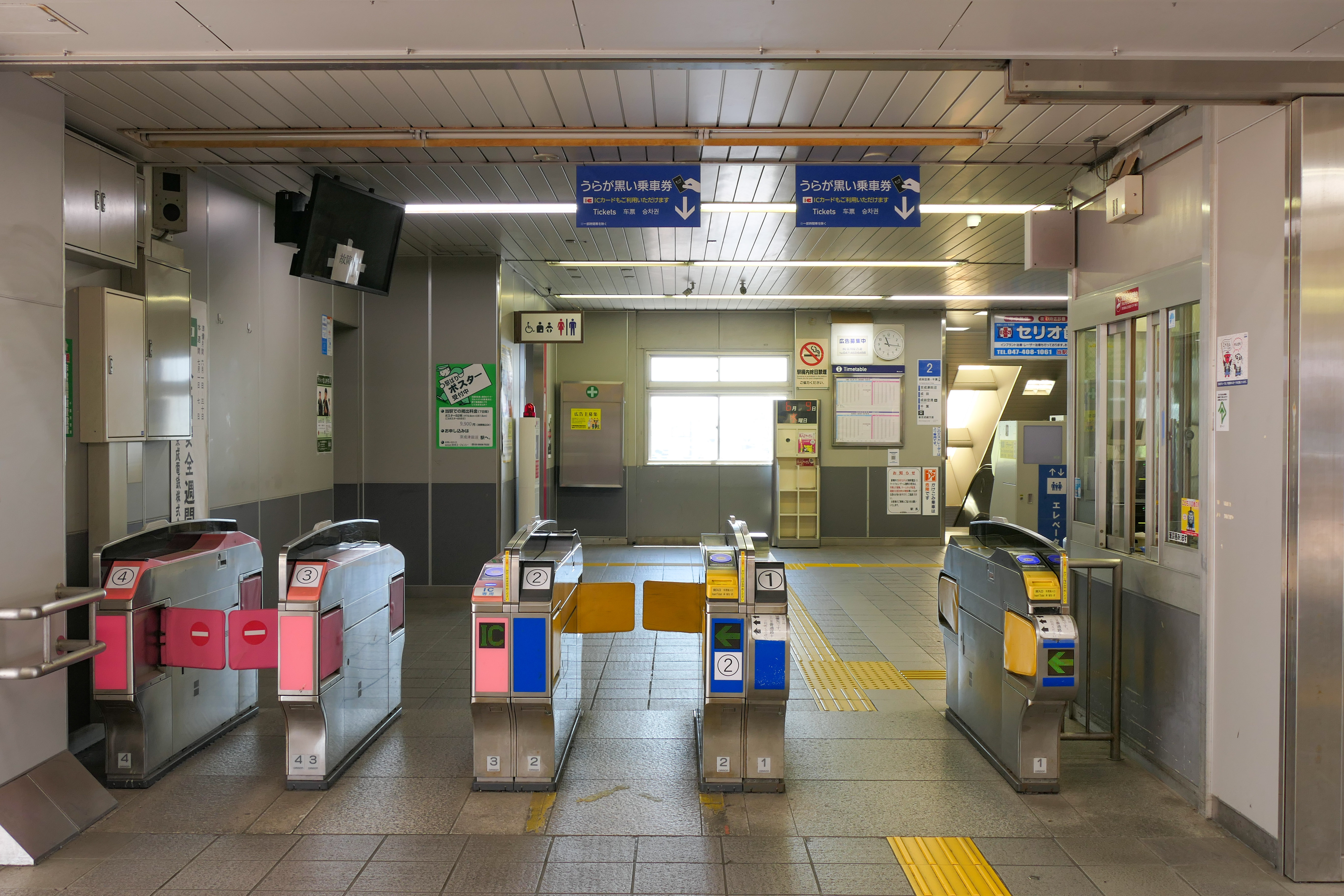
改札口（2021年6月）
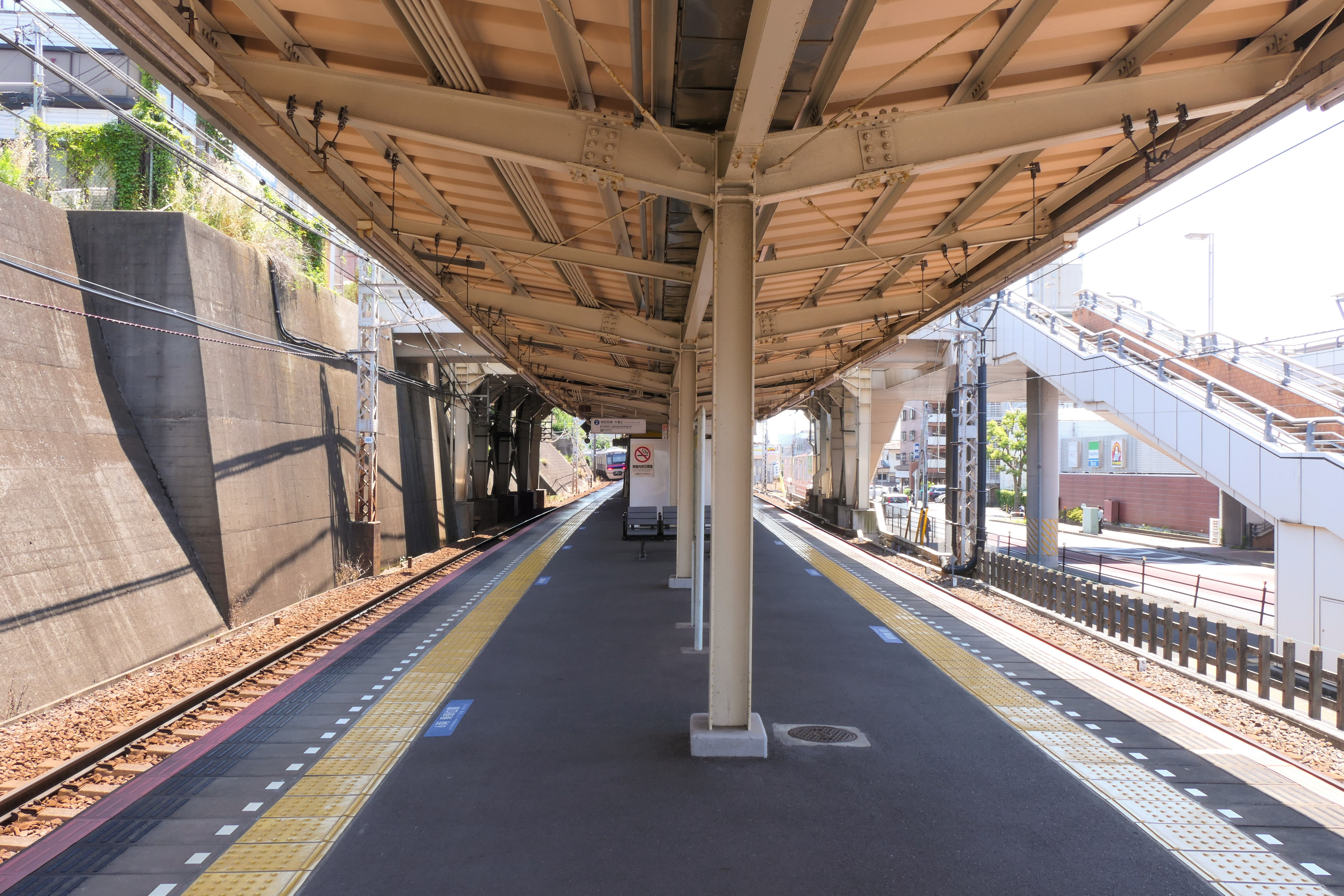
駅ホーム（2021年6月）
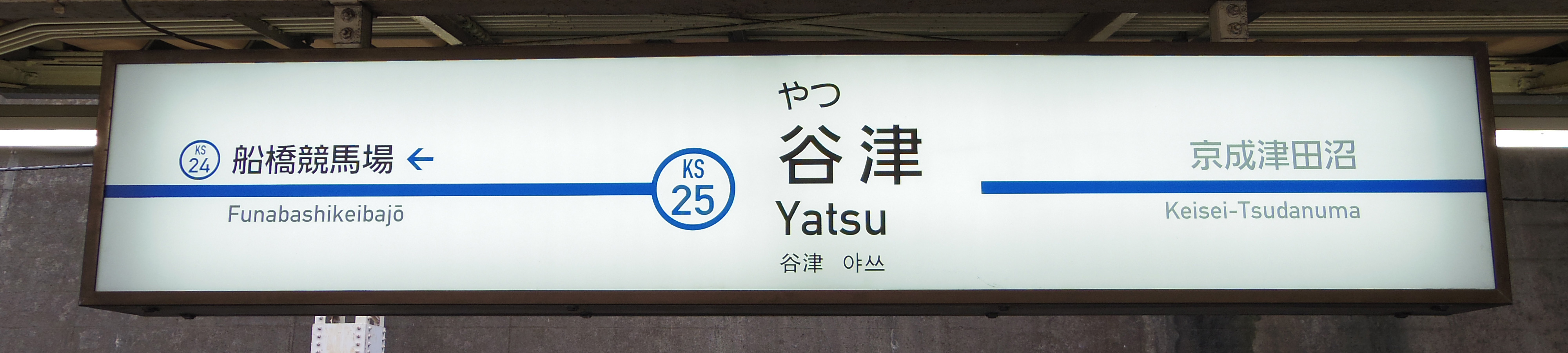
駅名標（2015年4月）
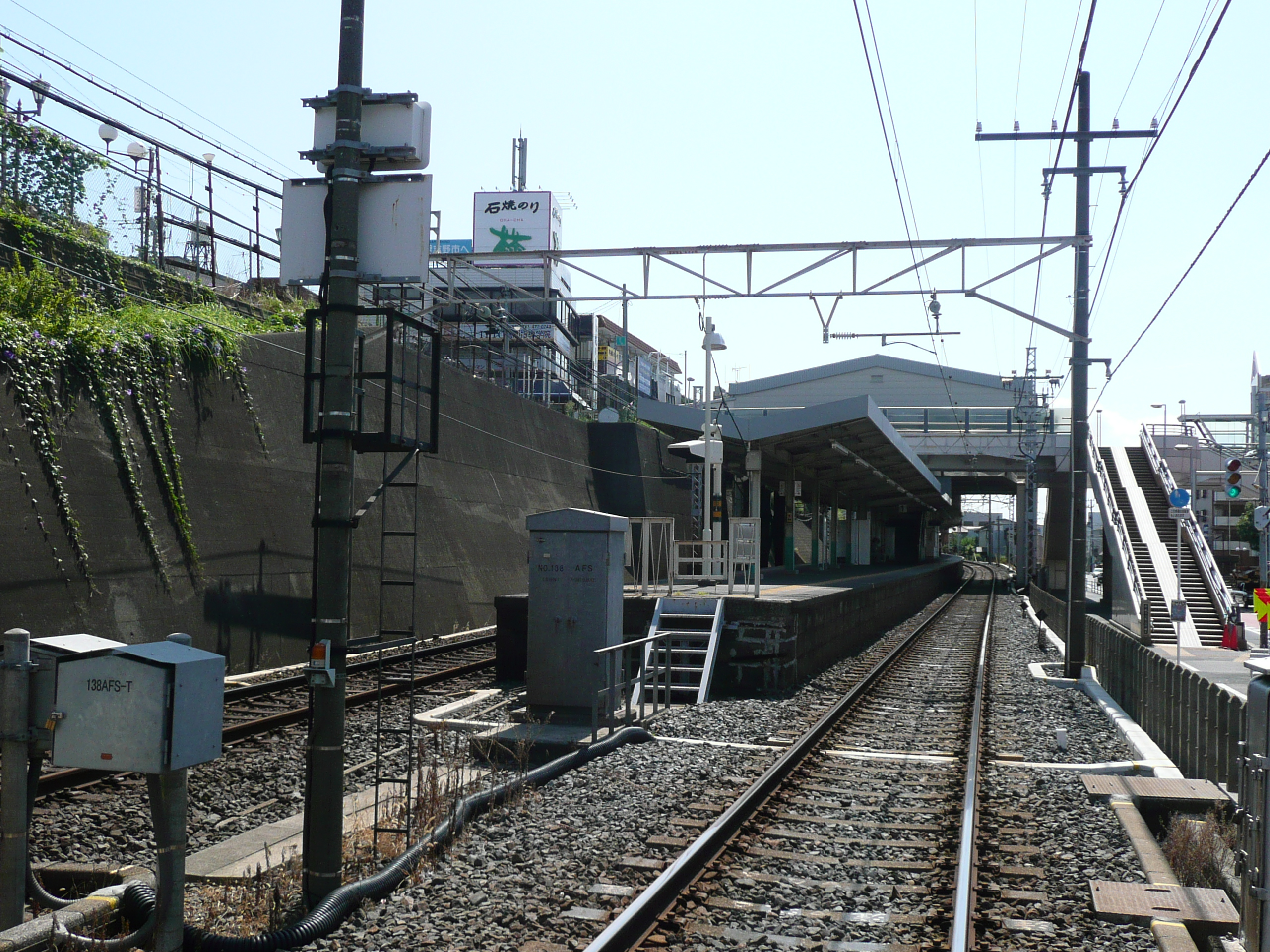
駅舎と1番線ホーム（2013年8月）※左のコンクリート擁壁が下総台地縁の海食崖

## 利用状況
1986年（昭和61年）4月に旧・住宅・都市整備公団（現・都市再生機構）による谷津パークタウン壱番街への入居が開始されると、当駅の乗降客数は増加し、さらに谷津パークタウン弐番街・参番街への入居とともに当駅の乗降客数は急激に増加した。しかし、1998年（平成10年）に谷津パークタウン住民がかつてから望んでいたJR津田沼駅 - 谷津パークタウン間のバス路線（京成バス・谷津パークタウン線）が開通したことや、谷津パークタウンの賃貸住宅への入居者が減少したことなどにより当駅の利用者数は一時に比べて減少していたが、2007年（平成19年）より奏の杜地区の土地区画整理事業が進み再び増加傾向にある。地元からは快速停車駅に再昇格させるべく運動も起きている。
2024年度の一日平均乗降人員は10,398人である。近年の1日平均乗降・乗車人員推移は下表の通り。
| 年度               | 1日平均 乗降人員 | 1日平均 乗車人員 |
| ------------------ | ---------------- | ---------------- |
| 1998年（平成10年） |                  | 7,366            |
| 1999年（平成11年） |                  | 7,055            |
| 2000年（平成12年） |                  | 6,829            |
| 2001年（平成13年） |                  | 6,647            |
| 2002年（平成14年） |                  | 6,343            |
| 2003年（平成15年） |                  | 5,937            |
| 2004年（平成16年） |                  | 5,752            |
| 2005年（平成17年） |                  | 5,668            |
| 2006年（平成18年） | 11,650           | 5,669            |
| 2007年（平成19年） | 11,603           | 5,713            |
| 2008年（平成20年） | 11,387           | 5,640            |
| 2009年（平成21年） | 11,234           | 5,573            |
| 2010年（平成22年） | 11,235           | 5,576            |
| 2011年（平成23年） | 11,022           | 5,472            |
| 2012年（平成24年） | 11,125           |                  |
| 2013年（平成25年） | 11,188           |                  |
| 2014年（平成26年） | 10,864           |                  |
| 2015年（平成27年） | 10,861           |                  |
| 2016年（平成28年） | 10,824           |                  |
| 2017年（平成29年） | 10,906           | 5,465            |
| 2018年（平成30年） | 11,115           | 5,568            |
| 2019年（令和元年） | 11,033           | 5,529            |
| 2020年（令和02年） | 8,559            | 4,297            |
| 2021年（令和03年） | 8,968            | 4,508            |
| 2022年（令和04年） | 9,727            | 4,878            |
| 2023年（令和05年） | 10,118           | 5,076            |
| 2024年（令和06年） | 10,398           | 5,219            |

## 駅周辺

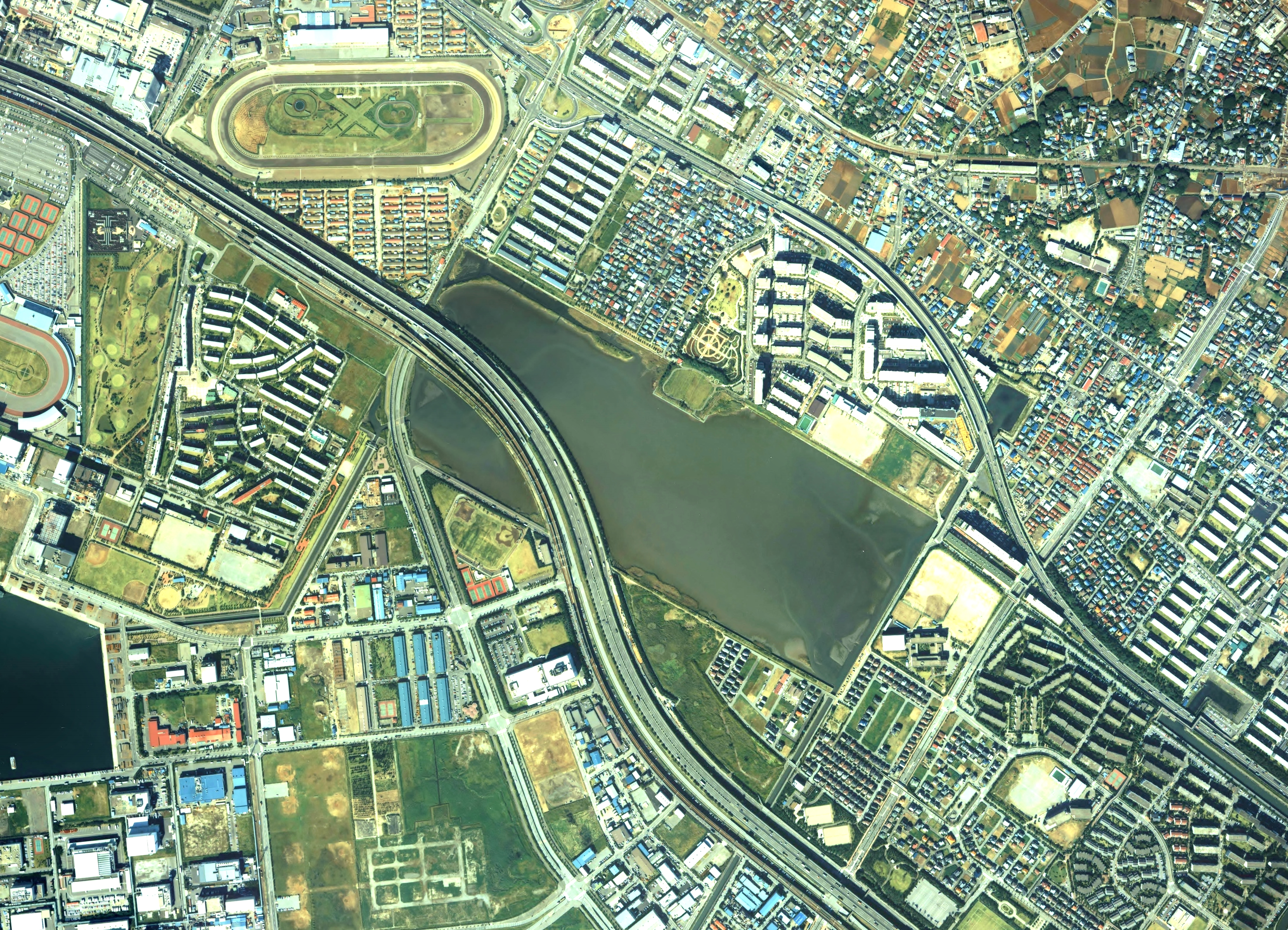
1989年代の当駅周辺 谷津干潟を残し埋立と都市化が進行
※ 1989年撮影の2枚を合成作成

駅南口に習志野市南部エリア最大の谷津保健病院と東京湾岸リハビリテーション病院があるため、駅前の利便性から多数の診察客が乗降しており、その関係で駅前に医療系・薬事関係の店舗が多数出店している。南口階段下には京成電鉄の園芸部門子会社である京成フラワーの温室を備えた大型店舗が谷津遊園に来園する観光客向けにあり、同園閉鎖後も営業を続けていたが、2006年（平成18年）になって駅舎内の仮店舗に一時移動して再開発を開始し、翌2007年（平成19年）8月初旬に敷地を有効活用した2階建ての駅ビル「谷津スクエア」が開業した。これは国道拡幅の計画も絡んでおり、当駅周辺では一部で既に拡幅が完了し、一部で用地が買収されるなどの準備がされている。
駅北口の津田沼駅方面では2007年（平成19年）から35ヘクタール（ha）に及ぶ大規模な土地区画整理事業「奏の杜プロジェクト」が始まっており、将来的には7000人程度の定住人口を見込んでいる。この地域の旧町名は谷津であったが、習志野市が開発プロジェクト名を採り入れた奏の杜（かなでのもり）という新町名を導入している。

### 周辺交通
駅北口より約1.3 kmの位置に東日本旅客鉄道（JR東日本）総武本線（総武快速線・総武緩行線）の津田沼駅があり、駅南口より約1 kmの位置に東日本旅客鉄道（JR東日本）京葉線（武蔵野線）の南船橋駅がある。
駅東側には国道296号、千葉県道8号船橋我孫子線、千葉県道15号千葉船橋海浜線が通る。駅南側には京葉道路（花輪インターチェンジ）、東関東自動車道（谷津船橋インターチェンジ）、国道14号（千葉街道）、国道357号（東京湾岸道路）が通る。

### 北口

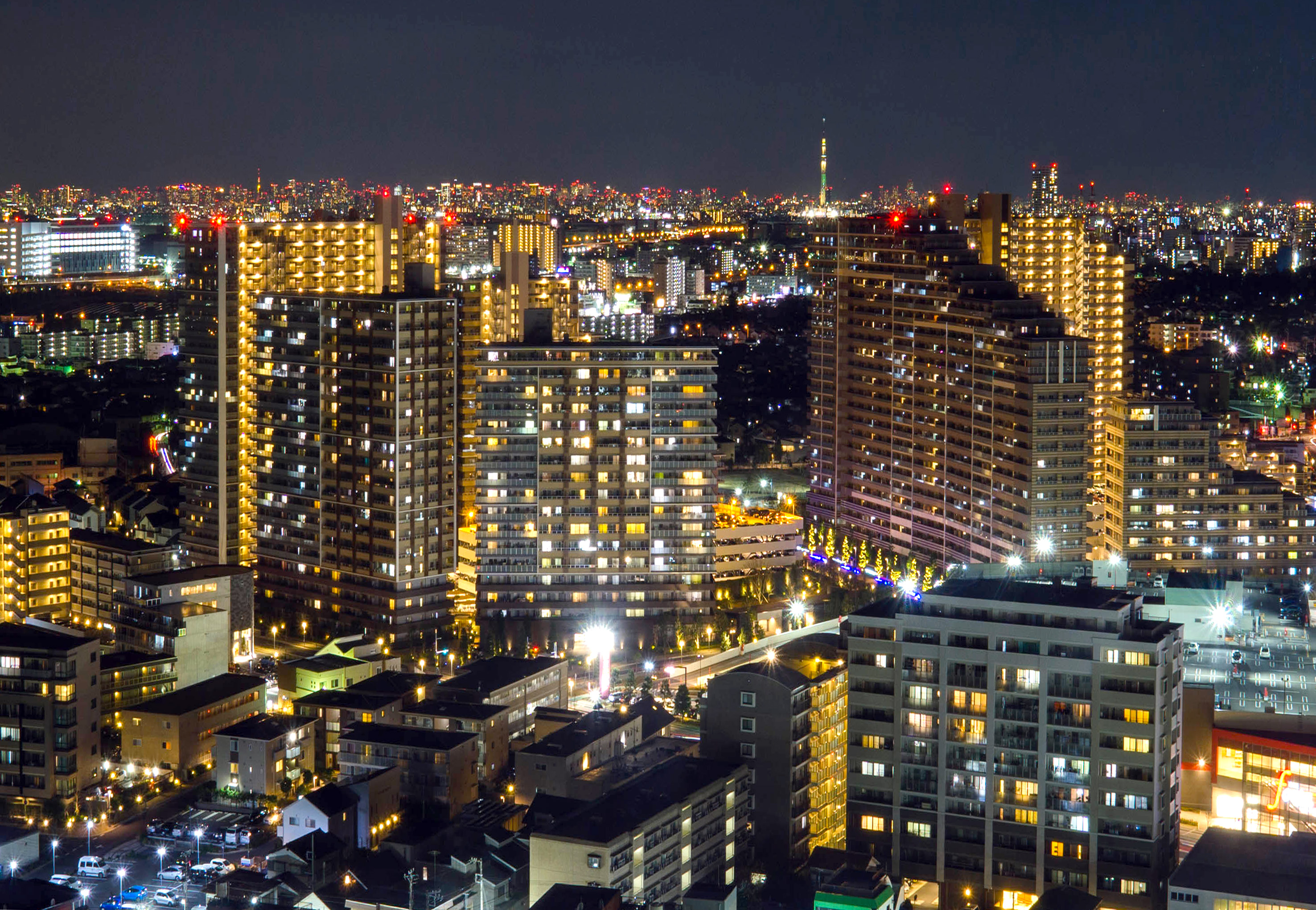
奏の杜地区周辺のマンション群

- 習志野市中央消防署谷津奏の杜出張所
- 習志野市立谷津図書館
- 習志野市立第一中学校
- 習志野市立谷津小学校
- 津田沼中央総合病院（救急指定病院）
- 奏の杜フォルテ（forte）
  - ベルクフォルテ津田沼店（核店舗）
  - サンドラッグ津田沼南口薬局
- くすりの福太郎津田沼南口店
- ピーターパン奏の杜店
- 谷津奏の杜公園（オレンジロード）

### 南口

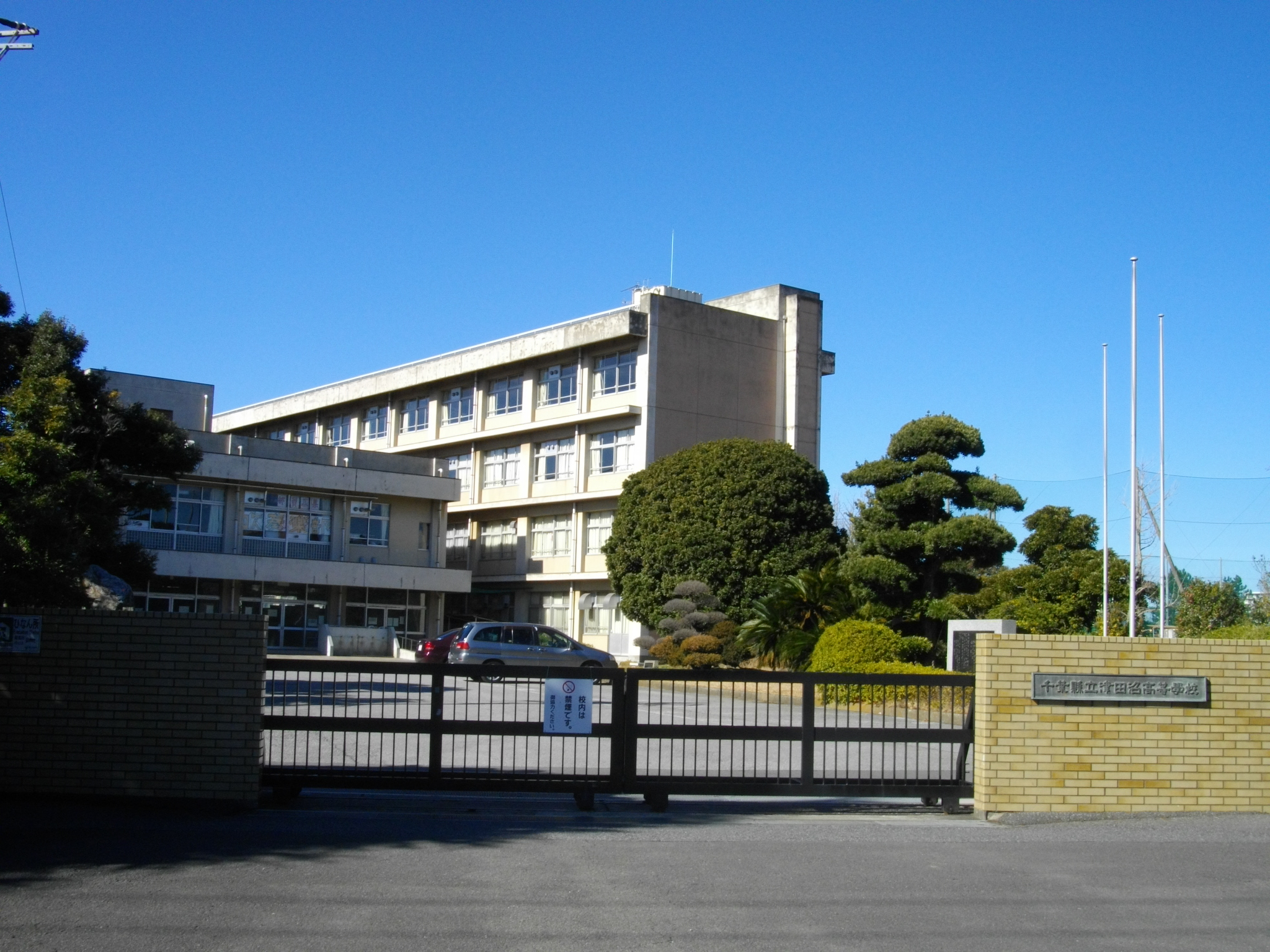
千葉県立津田沼高等学校

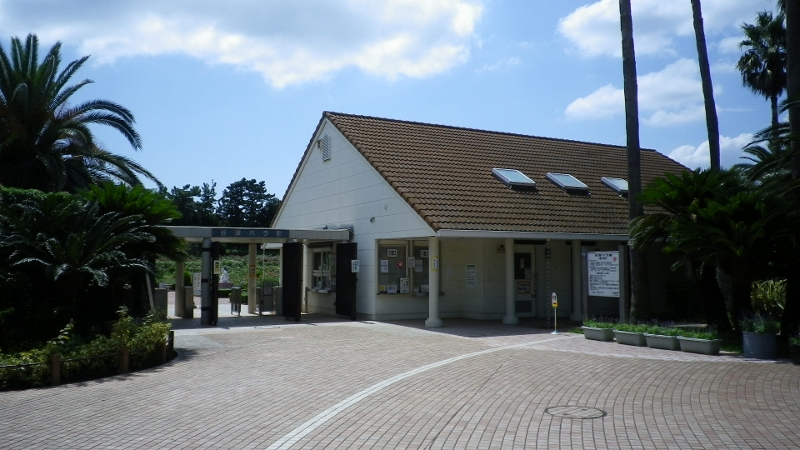
谷津バラ園（入園ゲート）

- 谷津スクエア（駅ビル） - 京成電鉄が運営しており、 1階店舗には京成フラワーの店舗ほか、開業当初からコミニティー京成のフランチャイズ店舗（くすりの福太郎、ファミリーマートなど）が営業。
  - 習志野警察署 谷津交番 - 駅南口東隣の国道14号線沿いから移転入居。
- 習志野市谷津公民館
- 千葉県立津田沼高等学校
- 習志野市立向山小学校
- 習志野市立谷津南小学校
- 習志野市立袖ケ浦西小学校
- 谷津保健病院（救急指定病院）
- 東京湾岸リハビリテーション病院
- 習志野谷津郵便局
- ヨークマート 谷津店
- マツモトキヨシ 谷津店
- クリエイト薬局 習志野谷津店
- セントラルフィットネスクラブ 谷津
- 谷津公園（谷津バラ園） - 旧谷津遊園の一部。
  - 読売巨人軍発祥の地の碑 - 谷津遊園の一角に練習場があった。
- 谷津干潟公園（谷津干潟） - 干潟は国指定谷津鳥獣保護区、ラムサール条約登録地、日本の重要湿地500指定地。
- 一般財団法人実用英語推進機構

## バス路線
国道14号を千葉方面に徒歩5分程の東京湾岸リハビリテーション病院前に「谷津2丁目」バス停がある。
また、平和交通の津田沼・ららぽーとTOKYO-BAY線は、谷津駅前の国道14号を走行するが、バス停は設置されていない。
- 谷津2丁目（京成バス）
  - 津71・津72：谷津干潟 / 津田沼駅
  - 津73・津74：新都心営業所 / 津田沼駅

かつては京成バス旧船橋営業所花輪車庫への入出庫線として、津53：谷津二丁目 - 新習志野駅が早朝（出庫）・深夜（入庫）のみ設定されていたが、花輪車庫移転に伴い、2012年12月22日限りで廃止された。

## 隣の駅
京成電鉄
 本線
■快速特急・■特急・■通勤特急・■快速
通過
■普通
船橋競馬場駅 (KS24) - 谷津駅 (KS25) - 京成津田沼駅 (KS26)